# Înțelegerea Balcanică
Înțelegerea Balcanică a fost o alianță formată pe 9 februarie 1934, la Atena, de către Iugoslavia, România, Grecia și Turcia (fostul Bloc Balcanic) cu un caracter defensiv, în cazul izbucnirii unui război, țările aliate își puteau apăra granițele. Era prin urmare în armonie cu Mica Înțelegere (formată din Iugoslavia, România, și Cehoslovacia ce avea același caracter defensiv). 
Ideea principală a acestor înțelegeri a fost de a crea o alianță a Balcanilor, țările din acest spațiu fiind o zonă tampon între Rusia si Vest. Ele doreau să își poata apară granițele împotriva oricărui inamic. Singura țară ce nu a participat la aceste alianțe a fost Bulgaria, care deși nu era o putere, cu o armata mică, avea mari pretenții teritoriale. Evenimentele din cadrul celui de-al doilea război mondial au dus la dezintegrarea Înțelegerii Balcanice.

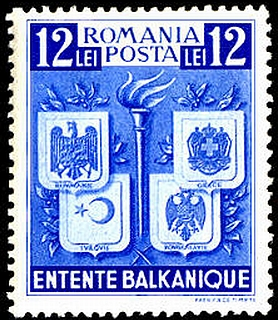
Timbru românesc înfățișând stemele statelor cosemnatare ale Înțelegerii Balcanice